# Germán Tozdjián
Germán Tozdjián (* 8. Dezember 1964) ist ein ehemaliger uruguayischer Gewichtheber.

## Aktive Karriere
Der 1,85 Meter große Tozdjián, für den ein Wettkampfgewicht von 90 kg verzeichnet ist, konnte bei den Südamerikaspielen 1986 den Gewinn von drei Goldmedaillen verbuchen. Diese verteilten sich auf die Disziplinen Reißen und Stoßen sowie den Gesamtwettbewerb in der Klasse bis 100 kg. Er repräsentierte zudem sein Heimatland bei den Panamerikanischen Spielen 1987. Dort trat er in der Klasse bis 100 kg an und belegte den 2. Rang. Dieser Silbermedaillengewinn ist bis heute der einzige eines uruguayischen Gewichthebers bei Panamerikanischen Spielen. Mit seiner Teilnahme an den Olympischen Sommerspielen 1988 in Seoul war der zu jener Zeit von Julio Lezama trainierte Gewichtheber erster Teilnehmer Uruguays in der Geschichte der Olympischen Spiele in dieser Sportart. Nachdem er 140 kg gestemmt hatte, musste er seine Teilnahme am Wettbewerb aufgrund einer Verletzung abbrechen. In Peru sicherte er sich bei den Südamerikaspielen 1990 jeweils die Goldmedaille im Reißen und dem Gesamtwettbewerb, im Stoßen kam Silber hinzu. Vier Jahre später bei den Südamerikaspielen 1994 in Valencia gewann er Gold im Reißen, Silber im Zweikampf und Bronze im Stoßen. Auch bei den Panamerikanischen Spielen 1991 und 1995 stand er im Aufgebot der uruguayischen Mannschaft. Im Laufe seiner Karriere wurde er insgesamt 14 Mal Südamerikameister.

## Trainertätigkeit
Später war Tozdjián mindestens im Jahr 2001 als Trainer Sergio Lafuentes tätig und arbeitet auch heute als Trainer. Zu seinen Schützlingen zählte beispielsweise im Jahr 2011 Christian Namus.